# 北斗鎮

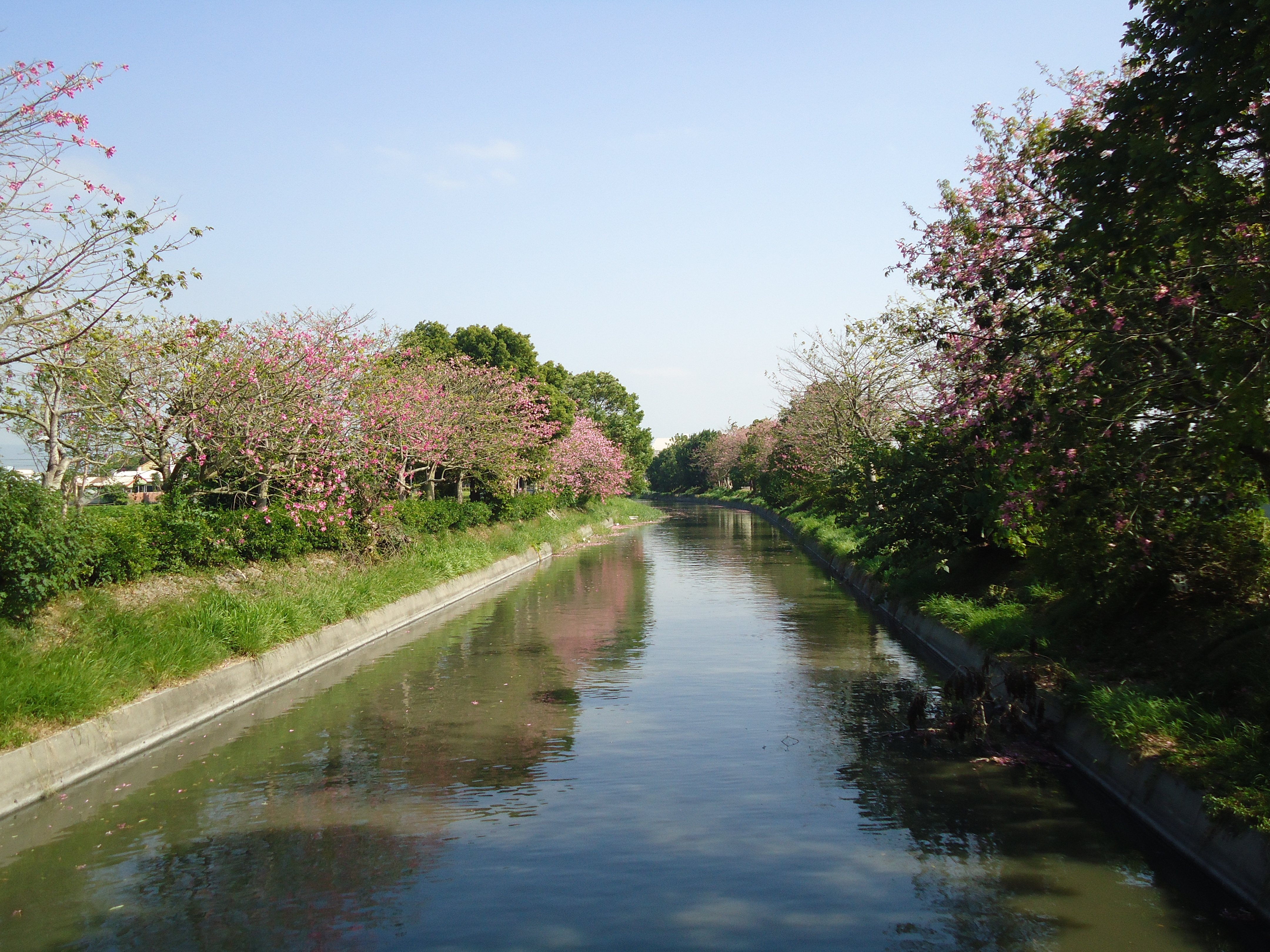
七星橋から望む旧濁水渓と北斗河浜公園

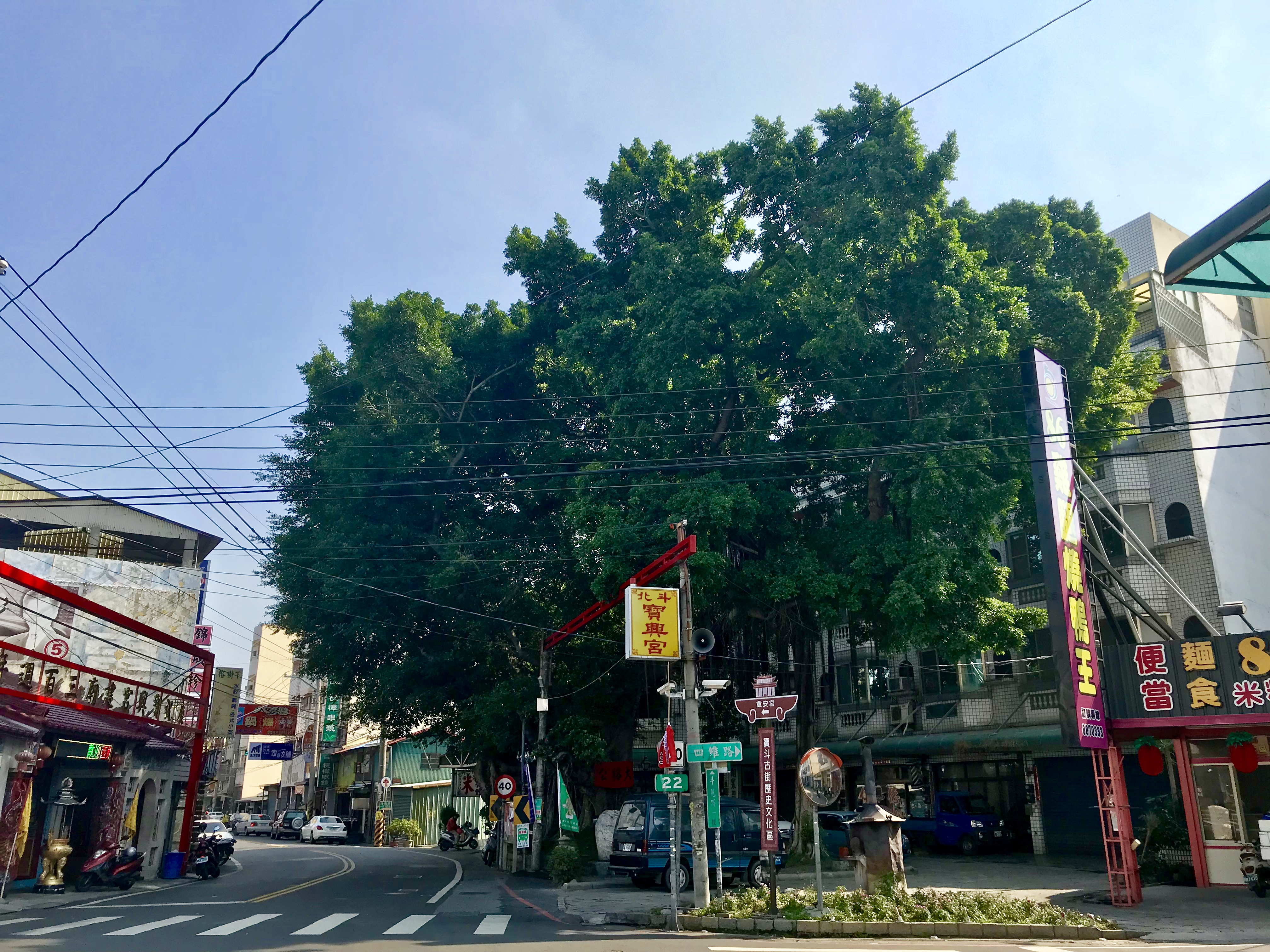
北斗のガジュマル

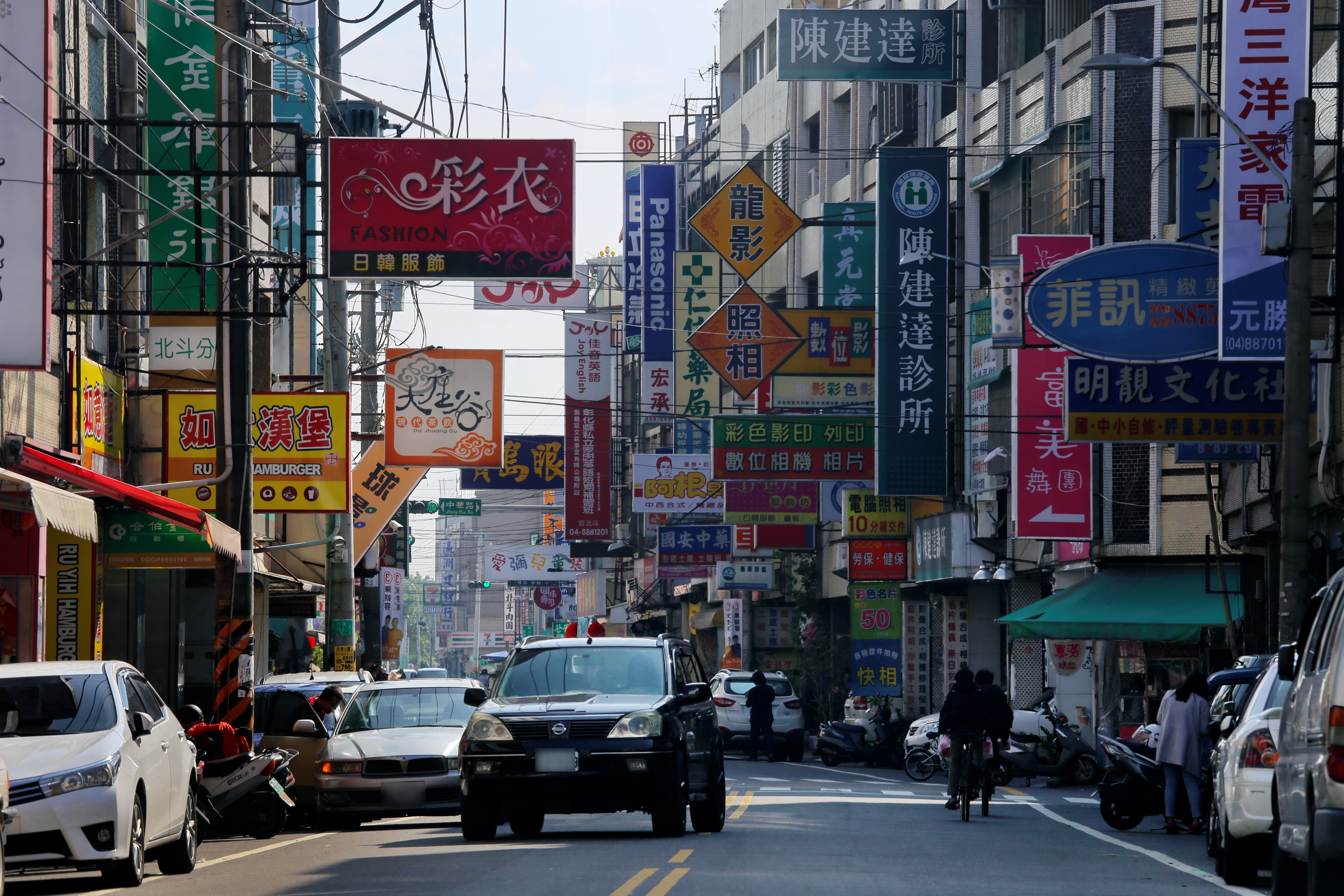
中正路のストリートビュー

北斗鎮（ベイドウ/ほくと-ちん）は、台湾彰化県の鎮。

## 地理
北斗鎮は彰化平原の南端、鹿港渓の南岸に位置している。東は田中鎮と、西は埤頭郷と、南は渓州郷と、北は田尾郷と接している。 

## 歴史
北斗鎮は古くは「宝斗」と称され、濁水渓支流の河川港が設けられ、大陸と船舶が往来する彰化地方南部の交通の要衝として栄えた。清代末に集落周囲を竹柵で囲み、柵内に染色工房や製糖工房が設けられ象徴の中心地としても発達し、「一府、二鹿、三艋舺、四宝斗」の俗諺にあるように、海運貨物の集散地として台湾を代表する繁栄を誇った。 この地区の初期の街区としては1738年に東螺渓南岸に建設された旧社檨仔荘、現在の渓州郷の「旧眉」が記録に残っている。1806年、漳泉両民の激しい争議が発生すると、旧街市の建築物および田地は壊滅的な被害を受けた。そのため1821年、宝斗庄に街区が再建され、「宝斗」と改称した。その後、南部に雲林県の斗六門があったことから、南斗六星、北斗七星にちなみ「北斗」と改称された。

## 行政区
| 里 |
| --- |
| 七星里、文昌里、五権里、西徳里、重慶里、大道里、中和里、光復里、居仁里、新生里、大新里、中寮里、西安里、東光里、新政里 |

## 歴代鎮長
| 代   | 氏名   | 任期                  |
| ---- | ------ | --------------------- |
| 1    | 楊萬上 | 1948~1960             |
| 2    | 楊萬上 | 1948~1960             |
| 3    | 楊萬上 | 1948~1960             |
| 4    | 卓金水 | 1960~1961             |
| 4    | 張延彬 | 1961~1968             |
| 5    | 張延彬 | 1961~1968             |
| 6    | 陳兆祥 | 1968~1970             |
| 7    | 鄭德城 | 1972~1977             |
| 8    | 洪見洲 | 1977~1986             |
| 9    | 洪見洲 | 1977~1986             |
| 10   | 卓建國 | 1986~1994             |
| 11   | 卓建國 | 1986~1994             |
| 12   | 洪參民 | 1994~2002             |
| 13   | 洪參民 | 1994~2002             |
| 14   | 詹孟士 | 2002~2010             |
| 15   | 詹孟士 | 2002~2010             |
| 16   | 李順銘 | 2010.03.01~2011.04.26 |
| 代理 | 張瑞彬 | 2011.05.10~2011.07.27 |
| 16   | 楊麗香 | 2011.07.28~2018.12.24 |
| 17   | 楊麗香 | 2011.07.28~2018.12.24 |
| 18   | 李玄在 | 2018.12.25~2022.03.07 |
| 代理 | 邱錦模 | 2022.03.08~2022.12.24 |
| 18   | 李玄在 | 2022.12.25~現職       |

## 教育

### 高級職校
- 国立北斗高級家商職業学校

### 国民中学
- 彰化県立北斗国民中学

### 国民小学
- 彰化県立北斗国民小学
- 彰化県立万来国民小学
- 彰化県立螺青国民小学
- 彰化県立大新国民小学
- 彰化県立螺陽国民小学

## 交通
| 種別     | 路線名称     | その他 |
| -------- | ------------ | ------ |
| 高速道路 | 中山高速道路 | 北斗IC |
| 省道     | 台1線        |        |

## 観光

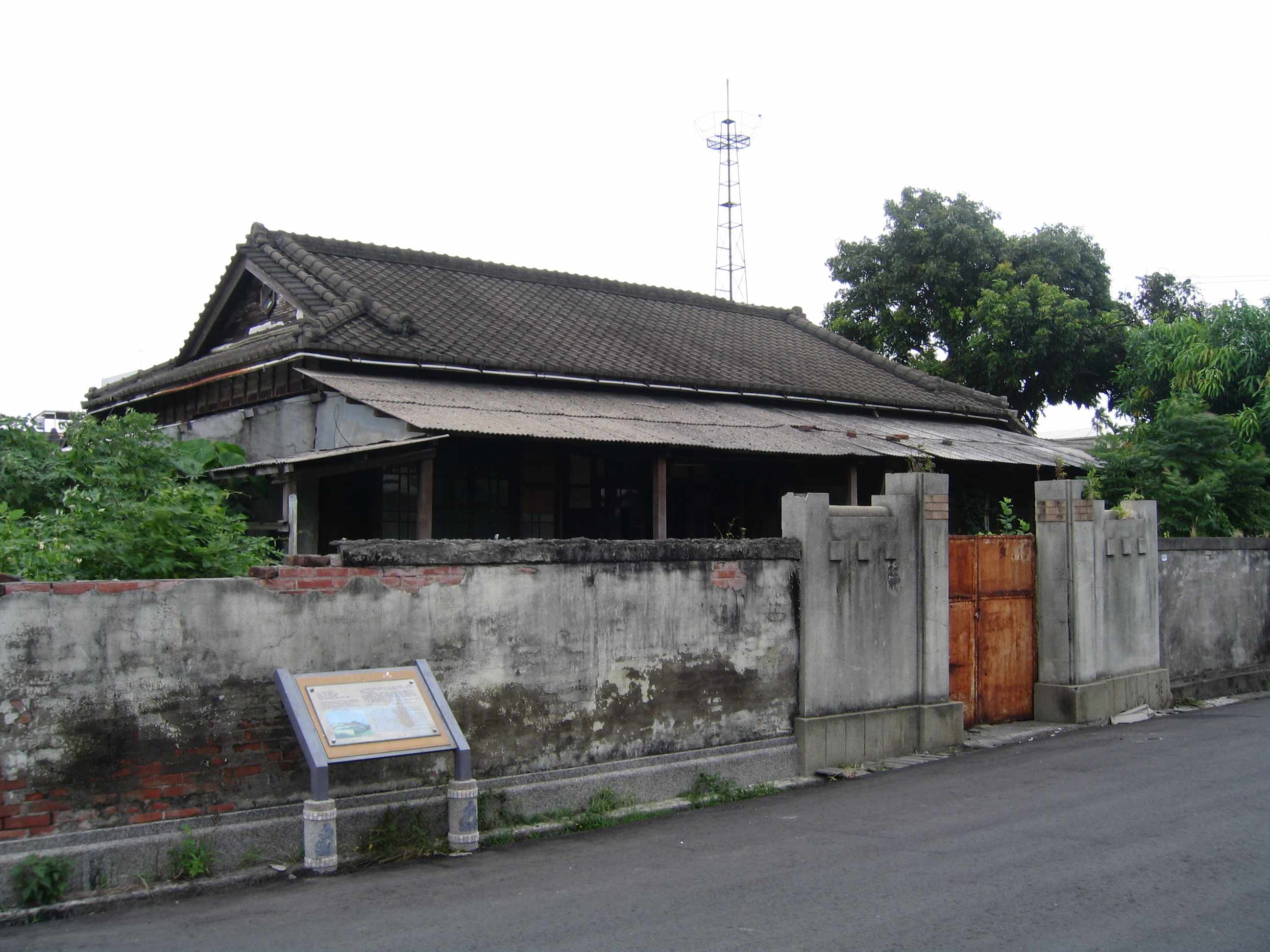
旧北斗郡守官舎

- 北斗保安館（中国語版）
- 北斗花卉中心
- 北斗奠安宮（中国語版）
- 北斗武英殿
- 渡船頭
- 北斗郡守官舎
- 北斗大衆爺廟
- 北斗中正堂
- 北斗福徳祠